# میشائل هاینه‌مان
میشائل هاینه‌مان (آلمانی: Michael Heinemann؛ زادهٔ ۵ مارس ۱۹۵۹) موسیقی‌شناس و استاد دانشگاه اهل آلمان است.
وی در آغاز به فراگیری موسیقی کلیسایی و آموزش موسیقی پرداخت و سپس در رشته‌های موسیقی‌شناسی، فلسفه و تاریخ هنر در دانشگاه کلن، دانشگاه بن و دانشگاه هومبولت برلین تحصیل کرد و در سال ۱۹۸۸ با مدرک کارشناسی ارشد فارغ‌التحصیل شد. وی مابین ۱۹۸۶ تا ۱۹۸۹ استاد رشتهٔ موسیقی‌شناسی دانشگاه هومبولت برلین بود و سپس تحصیلات خود را پی گرفت و از همین دانشگاه در سال ۱۹۹۱ مدرک دکترا دریافت داشت. پایان‌نامه او دربارهٔ موسیقی یوهان سباستیان باخ و فرانتس لیست بود. پس از آن ضمن انتشار مقاله‌ها کتاب‌های گوناگون استاد موسیقی‌شناسی دانشکده موسیقی کارل ماریا فون وبر شد. علاوه بر پژوهش‌های مبسوط دربارهٔ موسیقی باخ، او مجموعهٔ کاملی از نامه‌های روبرت شومان و کلارا شومان را منتشر کرد.